# Vieux-Moulin (Vosgi)
Vieux-Moulin è un comune francese di 322 abitanti situato nel dipartimento dei Vosgi nella regione del Grand Est.

## Società

### Evoluzione demografica
Abitanti censiti